# 전기 쌍극자 모멘트
전기 쌍극자 모멘트(電氣雙極子moment, electric dipole moment)는 물리학에서 전하로 이루어진 계의 극성을 재는 척도의 하나이다. 전기 쌍극자 모멘트를 가진 계를 전기 쌍극자(電氣雙極子, electric dipole)라고 부른다.

## 정의
{\displaystyle +q}의 양전하와 {\displaystyle -q}의 음전하로 이루어진 계의 경우 전기 쌍극자 모멘트 {\displaystyle p}는 다음과 같이 정의한다.
{\displaystyle \mathbf {p} =q\,\mathbf {r} }
여기서 {\displaystyle r}은 음전하로부터 양전하를 가리키는 변위 벡터이다.
일반적으로, {\displaystyle N}개의 점전하 {\displaystyle q_{i}}로 이루어진 계의 경우 전기 쌍극자 모멘트 {\displaystyle p}는 다음과 같이 정의한다.
{\displaystyle \mathbf {p} =\sum _{i=1}^{N}q_{i}\,\mathbf {r} _{i}}
여기서 ri는 어느 기준점으로부터 각 점전하를 가리키는 변위 벡터이다. 여기서 p의 값은 계가 전기적으로 중성일 때, 즉, 계의 전하량이 0일 때, 아무 기준점으로부터나 계산해도 값이 변하지 않는다. N = 2일 경우, 위의 경우와 같은 값을 얻는다.
연속적으로 전하가 분포할 때는 다음과 같이 전기 쌍극자 모멘트 p를 정의한다.
{\displaystyle \mathbf {p} =\int _{V}\mathbf {r} \,dq=\int _{V}\rho (\mathbf {r} )\mathbf {r} dV}
여기서
- ri : 어느 기준점으로부터의 변위 벡터
- V : 전하가 분포하는 전체 공간
- ρ(r) : 전하의 분포를 나타내는 전하 밀도 함수
- dq : 전하 요소
- dV : 부피 요소

이다.

### 전기 쌍극자 모멘트의 기준점
알짜 전하가 0인 계의 경우 전기 쌍극자 모멘트는 기준점에 관계하지 않지만, 알짜 전하가 0이 아닌 경우에는 전기 쌍극자 모멘트는 기준점에 따라 달라진다. 이런 경우에는 통상적으로 질량 중심을 기준점으로 삼는다.
예를 들어, 한 쌍의 전하량이 서로 반대인 두개의 전하 또는 전기적으로 중성인 도체가 균일한 전기장속에 있다 하자. 이런 계의 경우 알짜 전하가 0이므로 쉽게 쌍극자 모멘트를 구해 전기장을 구하거나, 라플라스 방정식을 풀어 쉽게 계를 이해할 수 있다. 하지만 양성자나 전자 따위의 전기 쌍극자 모멘트를 계산할 경우에는 질량 중심을 기준으로 잡아야 한다.

## 전기 쌍극자의 운동
주어진 기준점에 대하여 전기 쌍극자 모멘트 {\displaystyle \mathbf {p} }를 가진 쌍극자는 균일한 전기장 {\displaystyle \mathbf {E} } 안에서 전기장에 의하여 돌림힘을 받는다. 전기 쌍극자 모멘트와 같은 기준점에서의 돌림힘 {\displaystyle {\boldsymbol {\tau }}}는 다음과 같다.
{\displaystyle {\boldsymbol {\tau }}=\mathbf {p} \times \mathbf {E} }.

유도
양전하 {\displaystyle q}와 음전하 {\displaystyle -q}로 이루어진 길이 {\displaystyle d}의 쌍극자가 균일한 전기장 {\displaystyle \mathbf {E} }에 놓여 있다고 하자. 쌍극자 모멘트와 전기장 사이의 각도를 {\displaystyle \theta }라고 하면, 쌍극자의 각 전하가 받는 힘
{\displaystyle \mathbf {F} =q\mathbf {E} }
에 의해 쌍극자는 돌림힘
{\displaystyle {\boldsymbol {\tau }}=2\cdot (\mathbf {r} \times \mathbf {F} )=dF\sin \theta {\hat {\boldsymbol {\tau }}}=dqE\sin \theta {\hat {\boldsymbol {\tau }}}}
를 받아 회전한다. 그런데 전기 쌍극자 모멘트는 {\displaystyle \mathbf {p} =q\mathbf {d} }로 정의하므로
{\displaystyle {\boldsymbol {\tau }}=pE\sin \theta {\hat {\boldsymbol {\tau }}}=\mathbf {p} \times \mathbf {E} }
가 된다.

이 돌림힘은 다음과 같은 위치 에너지로 나타낼 수 있다.
{\displaystyle U=-\mathbf {p} \cdot \mathbf {E} }.
즉 쌍극자가 전기장과 같은 방항을 가리키는 경우 전기적 위치 에너지가 최소이고, 반면 쌍극자가 전기장의 반대 방향을 가리키면 전기적 위치 에너지가 최대다. 이에 따라, 다른 외부 힘이 없다면 쌍극자는 전기장의 같은 방향으로 정렬한다.
전기 쌍극자 모멘트 {\displaystyle \mathbf {p} }를 가진 쌍극자가 전기장 {\displaystyle \mathbf {E} }안에서 받는 힘은 다음과 같이 나타낼 수 있다.
{\displaystyle \mathbf {F} =(\mathbf {p} \cdot \nabla )\mathbf {E} }.

유도
양전하 {\displaystyle q}와 음전하 {\displaystyle -q}로 이루어진 길이 {\displaystyle d}의 쌍극자가 전기장 {\displaystyle \mathbf {E} (\mathbf {x} )}에 놓여 있다고 하자. {\displaystyle +q}의 전하가 {\displaystyle \mathbf {x} +\mathbf {r} }에 놓여있고, {\displaystyle -q}의 전하가 {\displaystyle +x}에 놓여있을 때 전체 계가 받는 힘은 다음과 같다.
{\displaystyle \mathbf {F} =q\mathbf {E} (\mathbf {x} +\mathbf {r} )-q\mathbf {E} (\mathbf {x} )}
이를 정리하고, {\displaystyle \mathbf {r} \to 0}이라고 하면
{\displaystyle \mathbf {F} =q\left(\mathbf {E} (\mathbf {x} +\mathbf {r} )-\mathbf {E} (\mathbf {x} )\right)=q(\mathbf {E} '(\mathbf {x} )\cdot \mathbf {r} )}
가 된다. 그런데 다변수 함수 {\displaystyle \mathbf {E} }에 대한 미분이 
{\displaystyle \mathbf {E} ={\frac {\partial \mathbf {E} (x,y,z)}{\partial (x,y,z)}}={\begin{pmatrix}{\frac {\partial \mathbf {E} _{x}}{\partial x}}&{\frac {\partial \mathbf {E} _{x}}{\partial y}}&{\frac {\partial \mathbf {E} _{x}}{\partial z}}\\{\frac {\partial \mathbf {E} _{y}}{\partial x}}&{\frac {\partial \mathbf {E} _{y}}{\partial y}}&{\frac {\partial \mathbf {E} _{y}}{\partial z}}\\{\frac {\partial \mathbf {E} _{z}}{\partial x}}&{\frac {\partial \mathbf {E} _{z}}{\partial y}}&{\frac {\partial \mathbf {E} _{z}}{\partial z}}\end{pmatrix}}}
임을 이용하여 정리하면 다음과 같은 꼴이 나옴을 알 수 있다.
{\displaystyle \mathbf {F} =(\mathbf {p} \cdot \nabla )\mathbf {E} }

또한 임의의 지점에 대한 돌림힘은 다음과 같이 나타내어진다.
{\displaystyle {\boldsymbol {\tau }}=\mathbf {p} \times \mathbf {E} +\mathbf {r} \times \mathbf {F} } .

## 전기 쌍극자의 전기장과 자기장
시간에 따라 일정한 전기 쌍극자 모멘트 {\displaystyle \mathbf {p} }를 가진 쌍극자의 전위 {\displaystyle \phi (\mathbf {r} )}는 다음과 같다.
{\displaystyle \phi (\mathbf {r} )={\frac {\mathbf {p} \cdot {\hat {\mathbf {r} }}}{4\pi \epsilon _{0}r^{2}}}}.
여기서 {\displaystyle \mathbf {r} }은 쌍극자의 위치에서 전위를 측정하려는 위치를 가리키는 변위 벡터이고, {\displaystyle {\hat {\mathbf {r} }}}는 {\displaystyle \mathbf {r} } 방향의 단위 벡터이다. {\displaystyle \epsilon _{0}}는 진공의 유전율이다.
따라서 전기 쌍극자의 전기장 {\displaystyle \mathbf {E} (\mathbf {r} )}는 다음과 같다.
{\displaystyle \mathbf {E} (\mathbf {r} )=-\nabla \phi ={\frac {3(\mathbf {p} \cdot {\hat {\mathbf {r} }}){\hat {\mathbf {r} }}-\mathbf {p} }{4\pi \epsilon _{0}r^{3}}}}.
시간에 따라 그 모멘트가 바뀌는 전기 쌍극자 {\displaystyle \mathbf {p} (t)}의 경우는 뒤처진 퍼텐셜을 고려하여야 하므로 더 복잡하다. 전위는 다음과 같다.
{\displaystyle \phi (\mathbf {r} ,t)={\frac {(\mathbf {p} (t_{\text{ret}})+{\dot {\mathbf {p} }}(t_{\text{ret}})r/c)\cdot {\hat {\mathbf {r} }}}{4\pi \epsilon _{0}r^{2}}}}.
여기서 {\displaystyle t_{\text{ret}}=t-r/c}는 뒤처진 시간이다. 만약 {\displaystyle \mathbf {p} =\mathbf {p} _{0}\cos(\omega t)}이고, {\displaystyle r\gg c/\omega }인 경우(원거리장)는 다음과 같다.
{\displaystyle \phi (\mathbf {r} ,t)=-{\frac {\mathbf {p} _{0}\sin(\omega t_{\text{ret}})\cdot {\hat {\mathbf {r} }}}{4\pi \epsilon _{0}cr}}}.
시간에 따라 그 모멘트가 바뀌는 전기 쌍극자 {\displaystyle \mathbf {p} (t)}는 자기장을 발생시킨다. 이는 쌍극자를 한 쌍의 점전하로 간주하여 한 점전하에서 다른 점전하로 전류가 흐르는 것으로 해석할 수 있다. 즉, 쌍극자의 크기가 {\displaystyle d}이고 쌍극자 모멘트가 {\displaystyle \mathbf {p} (t)=q(t)d}이라면 그 전류는 다음과 같다.
{\displaystyle I={\dot {q}}=p/d}.
따라서 시간에 따라 바뀌는 전기 쌍극자의 벡터 퍼텐셜은 다음과 같다.
{\displaystyle \mathbf {A} (\mathbf {r} ,t)={\frac {\mu _{0}{\dot {\mathbf {p} }}(t_{\text{ret}})}{4\pi r}}}.

### 전기 쌍극자 복사
전기 쌍극자 복사(電氣雙極子輻射, electric dipole radiation)란 시간에 따라 크기가 바뀌는 전기 쌍극자가 방출하는 복사 전자기파다.
쌍극자 {\displaystyle \mathbf {p} =\mathbf {p} _{0}\cos(\omega t)}를 생각해 보자. 그 뒤처진 퍼텐셜은 다음과 같다.
{\displaystyle \phi (\mathbf {r} ,t)=-{\frac {\mathbf {p} _{0}\cdot {\hat {\mathbf {r} }}\sin(\omega (t-r/c))}{4\pi \epsilon _{0}cr}}}
{\displaystyle \mathbf {A} (\mathbf {r} ,t)={\frac {\mathbf {p} _{0}\omega }{4\pi \epsilon _{0}r}}\sin(\omega (t-r/c))}.
따라서 그 원거리 ({\displaystyle O(1/r)}) 전자기장은 다음과 같다.
{\displaystyle \mathbf {B} ={\frac {\omega ^{2}}{4\pi \varepsilon _{0}c^{3}r}}({\hat {\mathbf {r} }}\times \mathbf {p} )\cos(\omega (t-r/c))/r}
{\displaystyle \mathbf {E} =c\mathbf {B} \times {\hat {\mathbf {r} }}}.
그 포인팅 벡터는 다음과 같다.
{\displaystyle \mathbf {S} ={\frac {1}{\mu _{0}}}\mathbf {E} \times \mathbf {B} ={\frac {\mu _{0}\omega ^{4}}{32\pi ^{2}cr^{2}}}{\hat {\mathbf {r} }}}.
이를 모든 입체각에 대하여 적분하면 전기 쌍극자 방사의 일률 {\displaystyle P}를 얻는다.
{\displaystyle P=\oint _{4\pi }S\,d\Omega ={\frac {\mu _{0}\omega ^{4}p_{0}^{2}}{12\pi c}}}.
이는 쌍극자에 대한 라모 공식과 같다.

## 참고 문헌
- Griffiths, David J. (1999). 《Introduction to Electrodynamics》 (영어). Addison-Wesley. ISBN 978-0138053260.
- Jackson, J. D. (1962, 1975, 1998). 《Classical Electrodynamics》 (영어). New York: John Wiley & Sons. ISBN 978-0-471-30932-1. OCLC 535998. 2013년 8월 21일에 원본 문서에서 보존된 문서. 2012년 10월 11일에 확인함.

## 같이 보기
- 결합 쌍극자 모멘트
- 자기 모멘트
- 다중극 전개